# Power Base Converter
El Power Base Converter es un periférico para la Sega Mega Drive que permite utilizar en esta consola los juegos diseñados para su antecesora, la Sega Master System.

En la parte superior del Master System Converter hay una ranura para cartuchos y otra para tarjetas, por lo que se pueden utilizar juegos en ambos formatos. De este modo la Mega Drive se convierte en compatible con la Master System casi al 100%. No obstante destaca el hecho, oculto entonces, de que Mega Drive ya incluía de serie toda la circuitería y los chips que la hacían compatible con Master System. El Master System Converter lo único que hacía era aportar la ranura de cartucho de Master System y otra de tarjetas, y de forma interna sólo activaba un sensor eléctrico que activaba la CPU de Master System ya presente dentro de la propia Mega Drive. Con posterioridad también fue puesto a la venta el Master System Converter 2, una versión de un tamaño más reducido y que ya no disponía de ranura para tarjetas. Esta versión sólo apareció en Europa y es la única compatible con Mega Drive II, ya que Master System Converter 1 no encajaba en este segundo modelo de Mega Drive.

## Descripción

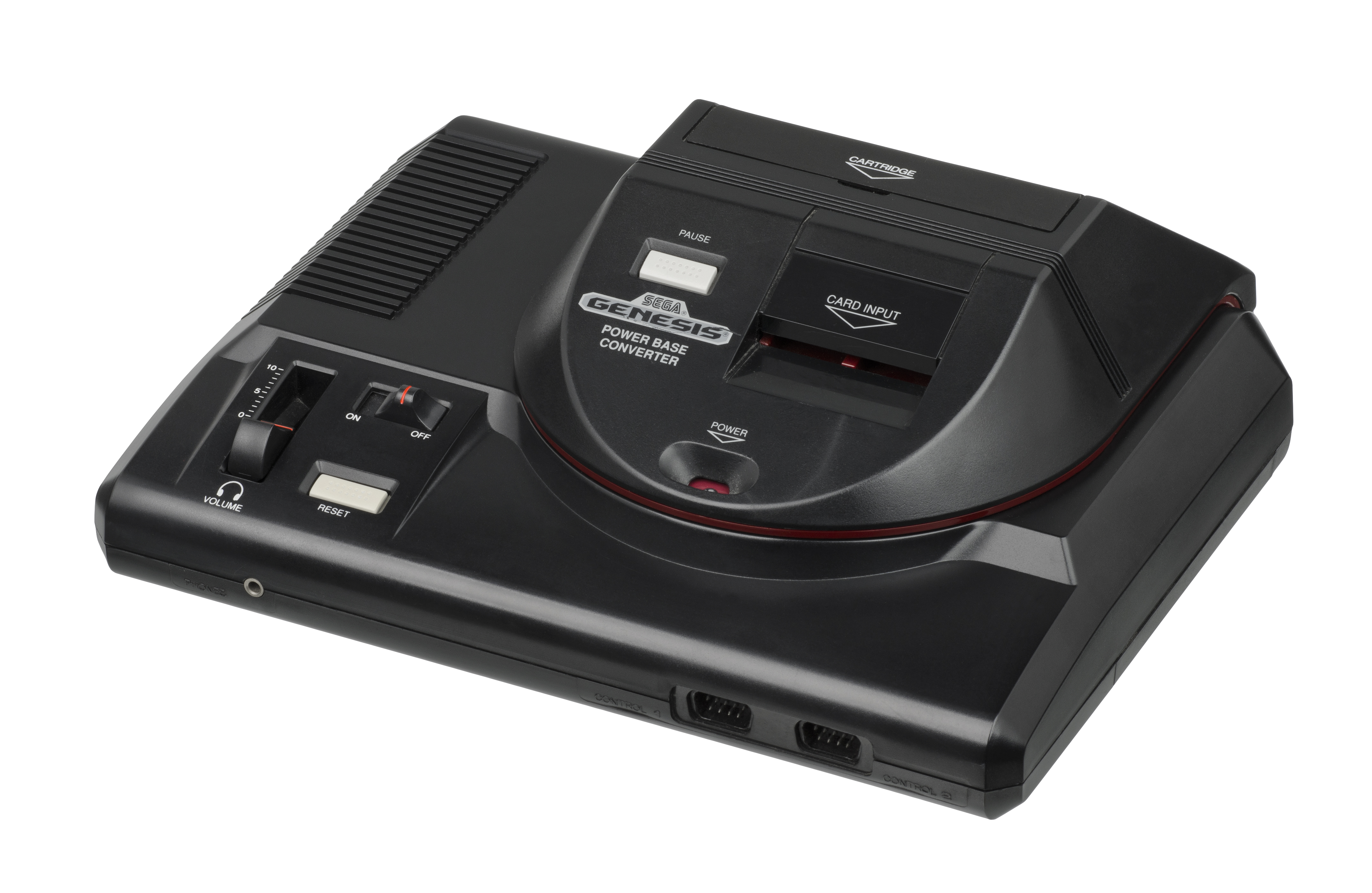
Power Base Converter conectado a un Sega Genesis

En la parte superior del Master System Converter hay una ranura para cartuchos y otra para tarjetas, por lo que se pueden utilizar juegos en ambos formatos. De este modo la Mega Drive se convierte en compatible con la Master System casi al 100%. No obstante destaca el hecho, oculto entonces, de que Mega Drive ya incluía de serie toda la circuitería y los chips que la hacían compatible con Master System. El Master System Converter lo único que hacía era aportar la ranura de cartucho de Master System y otra de tarjetas, y de forma interna sólo activaba un sensor eléctrico que activaba la CPU de Master System ya presente dentro de la propia Mega Drive. Con posterioridad también fue puesto a la venta el Master System Converter 2, una versión de un tamaño más reducido y que ya no disponía de ranura para tarjetas. Esta versión sólo apareció en Europa y es la única compatible con Mega Drive II, ya que Master System Converter 1 no encajaba en este segundo modelo de Mega Drive.

## Incompatibilidades
Solo unos pocos juegos tienen problemas al intentar usarlos en la Mega Drive:
- F-15 Fighting Falcon: intenta activar un modo de vídeo que no está disponible con la Mega Drive. La Master System incluía compatibilidad con el TMS9918, el chip gráfico que usaban la SG-1000 y el SC-3000. Esta compatibilidad fue eliminada en el chip gráfico de la Mega Drive, por lo que es imposible utilizar este cartucho.

- Bart vs. Space Mutants: pequeños problemas con la paleta de colores.

- Cosmic Spacehead: usa un modo de vídeo con una resolución de 224 líneas que no está soportado por el chip gráfico de la Mega Drive.

- Micro Machines: usa un modo de vídeo con una resolución de 224 líneas que no está soportado por el chip gráfico de la Mega Drive.

- Y's (versión japonesa): el juego sacaba provecho de un error que tenía el chip gráfico original de la Master System. Este error fue corregido en el chip de la Mega Drive.

- Datos: Q6005567